# Christina Scherling
Sigrid Christina Scherling, från 1968 Lindblom, född 28 juni 1940 i Falun, är en svensk skridskoåkare.
Christina Scherling tävlade inledningsvis för Kvarnsvedens GIF i Borlänge men bytte klubb och representerade från 1968 Kubikenborgs IF i Sundsvall. Mellan 1955 och 1970 blev hon svensk mästare 12 gånger. Vid tre tillfällen tog hon brons.
Hon tävlade vid tre olympiska mästerskap: OS 1960 i Squaw Valley, OS 1964 i Innsbruck och OS 1968 i Grenoble. Vid alla tre OS genomförde hon samtliga fyra skridskodistanser och med 12 målgångar individuellt är Scherling bland de främsta svenska vinterolympierna. Hennes bästa placering är en 5:e plats på 3000 meter 1960 och på samma distans kom hon 1968 på 7:e plats. I OS 1964 slutade hon 6:a på 1500 meter.